# Román Meyer Falcón
Román Guillermo Meyer Falcón, né le 11 août 1983 à Mexico, est un homme politique mexicain. Il est secrétaire au Développement Agraire, Territorial et Urbain (SEDATU) dans le gouvernement López Obrador, depuis décembre 2018.  

## Formation et parcours professionnel
Architecte diplômé de l'Institut Technologique d'Études Supérieures de Monterrey (ITESM) il est également titulaire d'une maîtrise en gestion créative et transformation de la ville obtenue à l'Université polytechnique de Catalogne (UPC).
Il s'est spécialisé en développement économique et durable et en urbanisme, avec une approche sociale, de santé publique et de prévention des délits. Il a donné des cours d'urbanisme social à l'Université ibéroamericaine.
Dans l'administration publique il a travaillé pour le Gouvernement de la Ville de Mexico (es). Il a ainsi été directeur des projets stratégiques du Secrétariat à la Santé de la ville (SEDESA) et conseiller technique de son Secrétariat aux Finances (SEFIN).

## Engagement politique
Après les élections fédérales de juillet 2018, il est nommé secrétaire au Développement Agraire, Territorial et Urbain (SEDATU) dans le gouvernement López Obrador, et entre en fonctions en décembre 2018. Au moment de sa prise de fonction, le SEDATU fait face à une crise de confiance de l'opinion publique causée par un scandale de détournements de fonds publics dans lequel sa prédécesseure du gouvernement Peña Nieto, Rosario Robles, et son administration, sont citées.
Les priorités affichées de son secrétariat pendant la présidence Obrador sont un programme national de reconstruction de logements dans les États de Morelos, Oaxaca, México et Nayari ; un plan national pour le logement et un programme d'amélioration urbaine.